# Daugavpils distrikt
Daugavpils distrikt (lettiska: Daugavpils rajons) var till 2009 ett administrativt distrikt i Lettland, beläget i den sydöstra delen av landet, ca 220 kilometer från huvudstaden Riga. Distriktet angränsar med distrikten Preiļi i norr, Jēkabpils i väster och Krāslava i öster.
Den största staden är Daugavpils med 77 799 invånare (2024), men räknas som ett eget distrikt. Regionen har 43 791 invånare (2024) och består mest av landsbygd. Den största orten i distriktet bortsett från Daugavpils är Ilūkste med 2 082 invånare (2024).